# Bazilika Sacré-Cœur (Brusel)
Bazilika Sacré-Coeur v Bruselu (Bazilika Nejsvětějšího Srdce Ježíšova, francouzsky Basilique du Sacré-Coeur nebo Basilique de Koekelberg, nizozemsky Basiliek van het Heilig Hart nebo Basiliek van Koekelberg) je kostel v Koekelbergu, jedné z devatenácti obcí Bruselského regionu. Jde o největší budovu postavenou ve stylu Art deco a šestý největší kostel světa.
Bazilika Sacré-Coeur bylo postavena na památku 75. výročí belgické nezávislosti. Základní kámen byl položen králem Leopoldem II. v roce 1905, bazilika však byla dokončena až v roce 1971. Stavba je vysoká 89 metrů, dlouhá 167 metrů (vnější rozměr). Hlavní loď má 141 metrů a v nejširším místě budova dosahuje šířky 107 metrů. Kopule má průměr 33 metrů. Kostel má celkovou kapacitu 2000 lidí.

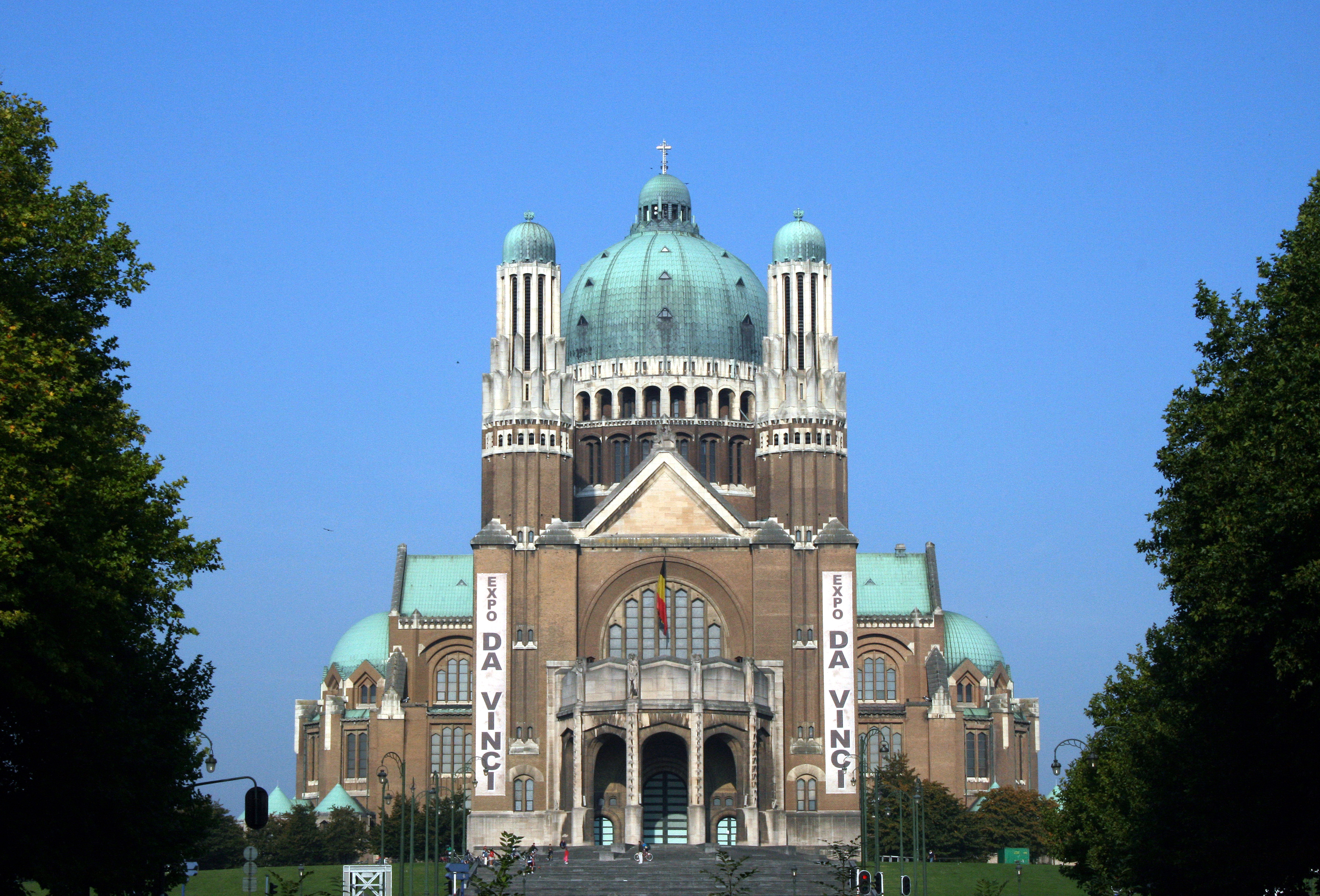
Bazilika Sacré-Coeur